# Водська п'ятина
Водська п'ятина (рос. Во́дская пяти́на, Вотская пятина, Вотьская пятина, Вотская земля, фін. Vatjan viidennes, естон. Vadja viiendik, нім. Wattlande) — північно-західна п'ятина Новгородської землі до XVIII століття. Територія розташована між річками Волхов і Луга. Назва походить від фіно-угорського народу водь, який мешкав на цих територіях.

## Історія

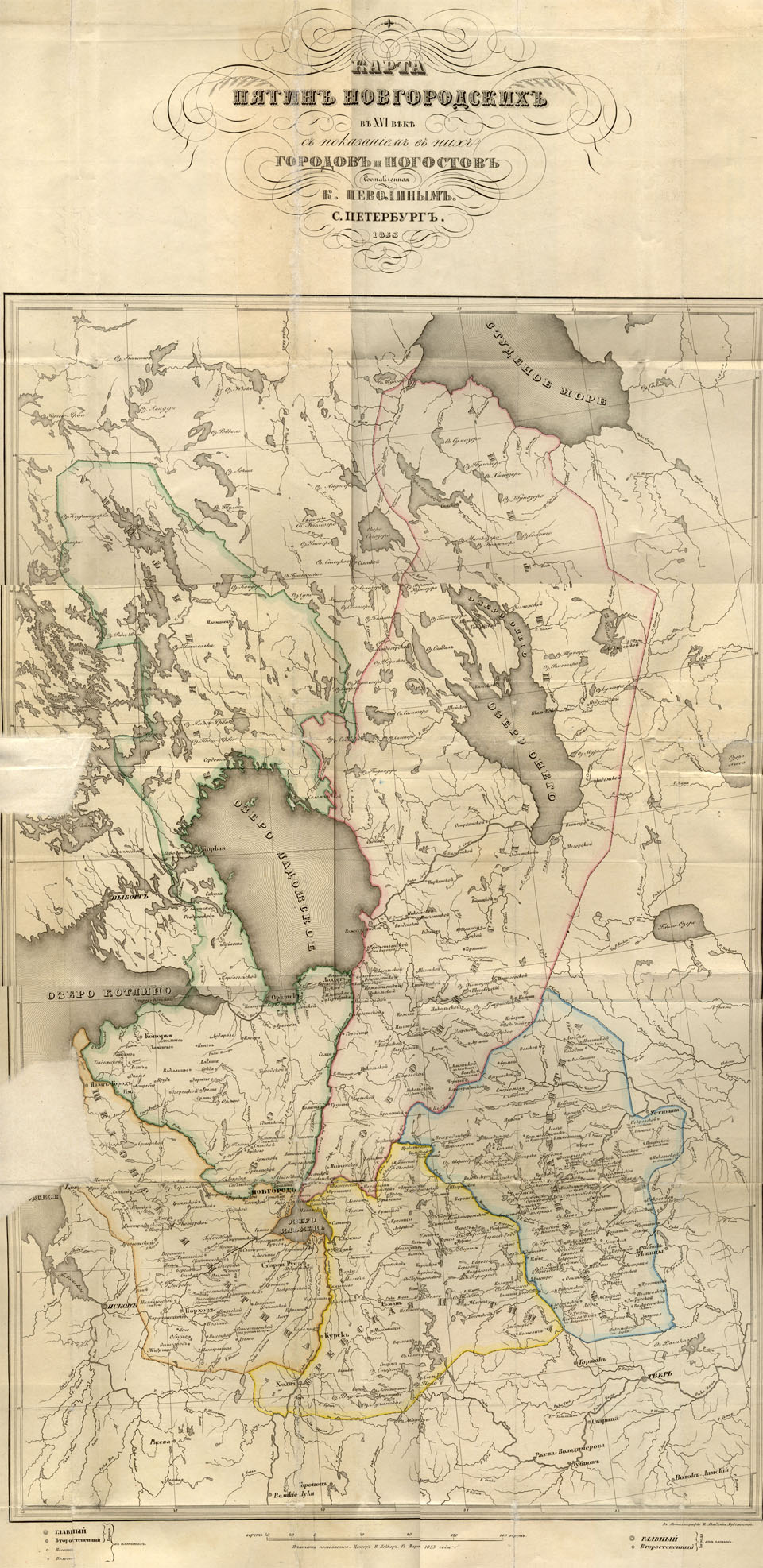
Новгородська земля XVI століття

1478 року Новгородська республіка була завойована Московським князівством за Івана ΙΙΙ. У 1491 чи 1492 роках великокняжі писарі розпочали опис Новгородських земель.
Водська п'ятина була описана Дмитром Васильовичем Китаєвим і Микитою Губою Семеновим сином Моклокова в 1499—1500 роках під назвою «Писцеві (переписні) книги Дмитра Китаєва 7008 рік».
З XVI століття поділялась на Карельську і Прилузьку частини. Межа між п'ятинами проходила повз річки, тому погост ділився на дві п'ятини.  
Як адміністративно-територіальна одиниця Водська п'ятина існувала до другої половини XVIII ст.
Через Водську п'ятину проходив Івангородський шлях — дорога, побудована Іваном III, яка сполучала Великий Новгород з Івангородом і Ямом — північно-західні фортеці Московського князівства.
1565 року князь Іван Грозний поділив землі на опричнину і земщину і Водська п'ятина увійшла до складу Московщини.
У 1617 році за угодою Столбовського миру значна частина території відійшла до Швеції (Інгерманландія).
1702 року землі були відвойовані у шведів Петром I.
1708 року під час губернської реформи царя Петра I (1708—1710) Водська п'ятина була приєднана до складу Інгерманландської губернії — першої губернії, затвердженої Петром I на території Росії.

## Склад
До складу Водської п'ятини входило 6 повітів.
- Новгородський повіт;
- Капорський повіт;
- Ямський повіт;
- Ладозький повіт;
- Орехівський повіт;
- Карельський повіт.

Кожен повіт поділявся на погости і стани.